# Cairns Tennis International
Il Cairns Tennis International è un torneo professionistico di tennis giocato su campi in cemento. Fa parte dell'ITF Men's Circuit e dell'ITF Women's Circuit. Si gioca annualmente a Cairns in Australia.

## Albo d'oro

### Singolare maschile
| Anno | Campione           | Finalista         | Punteggio     |
| ---- | ------------------ | ----------------- | ------------- |
| 2010 | Dayne Kelly        | Michael Look      | 7–6(5), 6–4   |
| 2011 | James Lemke        | Benjamin Mitchell | 6–1, 4–6, 6–3 |
| 2012 | Luke Saville       | Michael Look      | 6–1, 7–6(3)   |
| 2013 | Andrew Whittington | Alex Bolt         | 6–4, 6–4      |

### Doppio maschile
| Anno | Campioni                     | Finalisti                       | Punteggio |
| ---- | ---------------------------- | ------------------------------- | --------- |
| 2010 | Colin Ebelthite Adam Feeney  | Dayne Kelly Matt Reid           | 6–0, 6–2  |
| 2011 | Brydan Klein James Lemke     | An Jae-sung Elbert Sie          | walkover  |
| 202  | Adam Feeney Nick Lindahl     | Jay Andrijic Andrew Whittington | 6–3, 7–5  |
| 2013 | Alex Bolt Andrew Whittington | Isaac Frost Kento Takeuchi      | 6–3, 6–2  |

### Singolare femminile
| Anno | Campionessa     | Finalista        | Punteggio     |
| ---- | --------------- | ---------------- | ------------- |
| 2011 | Casey Dellacqua | Sandra Zaniewska | 6–4, 7–6(3)   |
| 2012 | Sacha Jones     | Zhang Ling       | 6–0, 6–2      |
| 2013 | Azra Hadzic     | Jessica Moore    | 6–3, 3–6, 6–2 |

### Doppio femminile
| Anno | Campionesse                        | Finaliste                            | Punteggio           |
| ---- | ---------------------------------- | ------------------------------------ | ------------------- |
| 2011 | Ayu-Fani Damayanti Jessy Rompies   | Maria Fernanda Alves Samantha Murray | 6–3, 6–3            |
| 2012 | Monique Adamczak Victoria Larrière | Tyra Calderwood Tammi Patterson      | 6–2, 1–6, [10–5]    |
| 2013 | Isabella Holland Sally Peers       | Miyu Katō Yurina Koshino             | 7–6(2), 4–6, [10–7] |